# Marco Hofheinz
Marco Hofheinz (* 1973 in Siegen) ist ein deutscher evangelischer Theologe.

## Leben
Nach dem Abitur 1993 am Städtischen Gymnasium Bad Laasphe studierte er von 1993 bis 2000 evangelische Theologie in Wuppertal, Bonn, Tübingen, Lexington, Durham (Duke University) und Göttingen (2000 erstes kirchliches Examen (Evangelische Kirche von Westfalen)). Von 2003 bis 2006 war er Vikar der Ev.-Reformierten Kirchengemeinde Eiserfeld (Kirchenkreis Siegen) und in Ausbildung am Reformierten Predigerseminar Wuppertal (2006 zweites kirchliches Examen (Evangelische Kirche von Westfalen)). Nach der Promotion 2006/2007 zum Dr. theol. an der Universität Bern, der Habilitation 2010 im Fach Systematische Theologie an der Universität Bern und der Ordination 2010 zum Pfarrer der Ev. Kirche von Westfalen ist er seit 2012 Professor (W3) für Systematische Theologie (Schwerpunkt Ethik) am Institut für Theologie der Universität Hannover. Er fungiert als Sprecher des Forschungsforums „Religion im kulturellen Kontext“ und als Vertrauensdozent der Studienstiftung des deutschen Volkes.

## Publikationen (Auswahl)
- Der Gott des Grundgesetzes. Zur Rede von Gott in deutschen Verfassungstexten. Waltrop 2001, ISBN 978-3-933688-59-0.
- Gezeugt, nicht gemacht. In-vitro-Fertilisation in theologischer Perspektive. Münster 2008, ISBN 978-3-8258-0596-8.
- Johannes Calvins theologische Friedensethik. Stuttgart 2012, ISBN 978-3-17-020967-1.
- „Er ist unser Friede“. Karl Barths christologische Grundlegung der Friedensethik im Gespräch mit John Howard Yoder. Göttingen 2014, ISBN 978-3-525-56410-3.
- Ethik – reformiert! Studien zur reformierten Reformation und ihrer Rezeption im 20. Jahrhundert. Göttingen 2017. ISBN 978-3-7887-3149-6.
- Im Bund. Theologische Impulse zur Sexual- und Sozialethik. Solingen 2020, ISBN 978-3-938180-73-0.
- mit Monika E. Fuchs und Nils Neumann: Unterwegs in die Fremde. Narrative Christologie im Gespräch der Disziplinen. Stuttgart 2021, ISBN 978-3-17-038908-3.
- Christus peregrinus. Christologie auf dem Weg in die Fremde. Leipzig 2022, ISBN 978-3-374-07119-7.
- Die Kunst des Zusammenlebens. Politisch-ethische Studien zur reformierten Theologie. Göttingen 2022, ISBN 978-3-525-56050-1.

Herausgeberschaften (Auswahl)
- Ethik und Erzählung. Theologische und philosophische Beiträge zur narrativen Ethik, hg. gem. mit Frank Mathwig und Matthias     Zeindler. Zürich 2009, ISBN 978-3-290-17475-0.
- Calvins Erbe. Die Wirkungsgeschichte Johannes Calvins, hg. gem. mit Wolfgang Lienemann und Martin Sallmann. Göttingen 2011, ISBN 978-3-525-56919-1.
- Wie kommt die Bibel in die Ethik? Studien zu einer Grundfrage theologischer Ethik, hg. gem. mit Frank Mathwig und Matthias     Zeindler. Zürich 2011. ISBN 978-3-290-17557-3.
- Reformierte Theologie weltweit. Profile aus dem 20. Jahrhundert, hg. gem. mit Matthias Zeindler. Zürich 2013, ISBN 978-3-290-17627-3.
- Freundschaft. Zur Aktualität eines traditionsreichen Begriffs, hg. gem. mit Frank Mathwig und Matthias Zeindler. Zürich 2014, ISBN 978-3-290-17643-3.
- Theologische Religionskritik. Provokationen für Theologie und Kirche, hg. gem. mit Raphaela Meyer zu Hörste-Bührer. Neukirchen-Vluyn 2014, ISBN 978-3-7887-2779-6.
- Religionskritik interdisziplinär. Multiperspektivische Annäherung an eine bleibend wichtige Thematik, hg. gem. mit Thorsten Paprotny. Leipzig 2015, ISBN 978-3-374-04069-8.
- Reformiertes Bekenntnis heute. Bekenntnistexte der Gegenwart von Belhar bis Kappel, hg. gem. mit Raphaela Meyer zu Hörste-Bührer und Frederike van Oorschot. Neukirchen-Vluyn 2015, ISBN 978-3-7887-2971-4.
- „Die Moral von der Geschicht‘ …“. Ethik und Erzählung in Medizin und Pflege, hg. gem. mit Michael Coors. Leipzig 2016, ISBN 978-3-374-04152-7.
- Christlich-theologischer Pazifismus im 20. Jahrhundert, hg. gem. mit Frederike van Oorschot. Münster / Baden-Baden 2016, ISBN 978-3-402-11699-9.
- Neuere reformierte Bekenntnisse im Fokus. Studien zu ihrer Entstehung und Geltung, hg. gem. mit Maren Bienert und Carsten Jochum-Bortfeld. Zürich 2017, ISBN 978-3-290-17882-6.
- Die Tradierung von Ethik im Gottesdienst. Beiträge zum Erlanger Symposium zu Ehren von Hans G. Ulrich, hg. unter Mitarbeit von Kai-Ole Eberhardt. Münster 2019, ISBN 978-3-643-14109-5.
- Unbemannte Waffen und ihre ethische Legitimierung. Fragen zur Gewalt, hg. gem. mit Ines-Jacqueline Werkner. Wiesbaden 2019, ISBN 978-3-658-26946-3.
- Gegenwartsbezogene Christologie. Denkformen und Brennpunkte angesichts neuer Herausforderungen Christologie, gem. mit Kai-Ole Eberhardt unter Mitarbeit von Jan-Philip Tegtmeier. Tübingen 2020, ISBN 978-3-16-156877-0.
- Römerbrief und Tageszeitung. Politik in der Theologie Karl Barths, hg. gem. mit Kai-Ole Eberhardt. Zürich 2021, ISBN 978-3-290-18376-9.
- Zentrale Gestalten der evangelischen Kirchengeschichte in Niedersachsen, gem. hg. mit Ulf Lückel. Bielefeld 2021, ISBN 978-3-7858-0785-9.
- The Grand International Challenges in theologisch-ethischer Perspektive, hg. gem. mit Cornelia Johnsdorf. Stuttgart 2021, ISBN 978-3-17-040048-1.
- Fragen nach Jesus. Exegetische und systematisch-theologische Perspektiven, hg. gem. mit Nils Neumann. Leipzig 2022, ISBN 978-3-374-06782-4.
- Glaubenskämpfe zwischen den Zeiten. Theologische, politische und ideengeschichtliche Konzepte in der Weimarer Republik, hg. gem. mit Hendrik Niether. Stuttgart 2022, ISBN 978-3-515-13374-6.